# Jonas Knudsen
Jonas Hjort Knudsen (Esbjerg, 16 settembre 1992) è un calciatore danese, difensore svincolato.

## Caratteristiche tecniche
È un terzino sinistro. Molto abile nelle rimesse laterali con le mani.

## Carriera

### Club
Dopo aver giocato con la maglia dell'Esbjerg fB, il 31 luglio 2015 il giocatore danese viene ingaggiato dagli inglesi dell'Ipswich Town, con cui firma un contratto triennale. Le sue prestazioni hanno indotto la società ad avvalersi della clausola per estendere il contratto di un ulteriore anno.
Dopo le quattro stagioni trascorsi all'Ipswich, Knudsen – che non aveva rinnovato con il club inglese – è diventato un giocatore del Malmö FF a partire dal luglio 2019, alla riapertura della finestra svedese di mercato. Con la formazione azzurra ha vinto il campionato 2020 giocando tutte e 30 le partite in calendario. Il 17 luglio 2021 si è infortunato seriamente a un ginocchio durante la vittoria per 0-5 sul campo del Degerfors, e ha dovuto chiudere anzitempo la propria stagione.

### Nazionale
Ha giocato nelle nazionali giovanili danesi Under-18, Under-19, Under-20 ed Under-21.
Viene convocato per il Mondiale 2018.

## Statistiche

### Cronologie presenze e reti in nazionale
| Cronologia completa delle presenze e delle reti in nazionale ― Danimarca | Cronologia completa delle presenze e delle reti in nazionale ― Danimarca | Cronologia completa delle presenze e delle reti in nazionale ― Danimarca | Cronologia completa delle presenze e delle reti in nazionale ― Danimarca | Cronologia completa delle presenze e delle reti in nazionale ― Danimarca | Cronologia completa delle presenze e delle reti in nazionale ― Danimarca | Cronologia completa delle presenze e delle reti in nazionale ― Danimarca | Cronologia completa delle presenze e delle reti in nazionale ― Danimarca |
| Data                                                                     | Città                                                                    | In casa                                                                  | Risultato                                                                | Ospiti                                                                   | Competizione                                                             | Reti                                                                     | Note                                                                     |
| ------------------------------------------------------------------------ | ------------------------------------------------------------------------ | ------------------------------------------------------------------------ | ------------------------------------------------------------------------ | ------------------------------------------------------------------------ | ------------------------------------------------------------------------ | ------------------------------------------------------------------------ | ------------------------------------------------------------------------ |
| 28-5-2014                                                                | Copenaghen                                                               | Danimarca                                                                | 1 – 0                                                                    | Svezia                                                                   | Amichevole                                                               | -                                                                        | 53’                                                                      |
| 3-9-2014                                                                 | Odense                                                                   | Danimarca                                                                | 1 – 2                                                                    | Turchia                                                                  | Amichevole                                                               | -                                                                        | 46’                                                                      |
| 27-3-2018                                                                | Aalborg                                                                  | Danimarca                                                                | 0 – 0                                                                    | Cile                                                                     | Amichevole                                                               | -                                                                        |                                                                          |
| 1-7-2018                                                                 | Nižnij Novgorod                                                          | Croazia                                                                  | 1 – 1 dts (3 – 2 dtr)                                                    | Danimarca                                                                | Mondiali 2018 - Ottavi di finale                                         | -                                                                        |                                                                          |
| 16-10-2018                                                               | Herning                                                                  | Danimarca                                                                | 2 – 0                                                                    | Austria                                                                  | Amichevole                                                               | -                                                                        | 90’                                                                      |
| 19-11-2018                                                               | Aarhus                                                                   | Danimarca                                                                | 0 – 0                                                                    | Irlanda                                                                  | UEFA Nations League 2018-2019 - 1º turno                                 | -                                                                        |                                                                          |
| 15-10-2019                                                               | Aalborg                                                                  | Danimarca                                                                | 4 – 0                                                                    | Lussemburgo                                                              | Amichevole                                                               | -                                                                        | 67’                                                                      |
| Totale                                                                   |                                                                          | Presenze                                                                 | 7                                                                        |                                                                          | Reti                                                                     | 0                                                                        |                                                                          |

## Palmarès

### Club

#### Competizioni nazionali
- Campionato svedese: 3

Malmö FF: 2020, 2021, 2023
- Coppa di Danimarca: 1

Esbjerg: 2012-2013
- Coppa di Svezia: 1

Malmö FF: 2021-2022